# Apterona helix
Apterona helix är en fjärilsart som beskrevs av Siebold 1850. Apterona helix ingår i släktet Apterona och familjen säckspinnare. Inga underarter finns listade i Catalogue of Life.